# The Night Shadow
La sonnambula
Pour les articles homonymes, voir La Somnambule.
The Night Shadow (puis La sonnambula) est un ballet chorégraphié par George Balanchine sur une musique de Vittorio Rieti et créé le 27 février 1946 par les Ballets russes de Monte-Carlo au City Center of Music and Drama de New York. 

## Historique
Le 6 décembre 1819 est créée, au Théâtre du Vaudeville à Paris, La Somnambule, une pièce de théâtre sur le thème alors en vogue du somnambulisme, écrite par Eugène Scribe qui en tire un livret pour le ballet de Jean-Pierre Aumer, La Somnambule, ou l'Arrivée d'un nouveau seigneur, donné, sur une musique de Ferdinand Hérold, Salle Le Peletier le 19 septembre 1827. Le sujet a la faveur du public et deux autres chorégraphes, Auguste Bournonville et Charles-Louis Didelot, reprennent le livret de Scribe en 1829 pour Copenhague et Saint-Pétersbourg. 
Du léger vaudeville de Scribe, Felice Romani tire le livret d'un opéra dramatique pour Vincenzo Bellini, La sonnambula, créé à Milan le 6 mars 1831. En 1859, La Somnambule revient au ballet et à Saint-Pétersbourg avec Marius Petipa.

## Création
Le ballet est créé le 27 février 1946 par Alexandra Danilova et les Ballets russes de Monte-Carlo au City Center of Music and Drama de New York sous le titre The Night Shadow. La musique de Vittorio Rieti s'inspire des thèmes d'opéras de Bellini (La sonnambula, Norma, I Puritani et I Capuleti e i Montecchi). 
Le New York City Ballet reprend l'œuvre le 6 janvier 1960 et lui redonne en 1961 le titre de l'opéra, La sonnambula,,. 